# Clásico añejo del fútbol venezolano
El Clásico añejo del fútbol venezolano es el partido de fútbol en el que se enfrentran dos de los clubes más tradicionales de Venezuela: Estudiantes de Mérida y Portuguesa Fútbol Club. Es el clásico más antiguo en vigor en el país.
El primer encuentro se disputó en las ciudades gemelas el 28 de mayo de 1972 (con empate 1 a 1) y continuando hasta el día de hoy.
Ambos equipos son parte de los pocos equipos de Primera División junto a Mineros de Guayana en mantener el mismo nombre durante su historia.
Se han realizado partidos abarcando tres instancias o tres ámbitos: Primera División, Copa Venezuela y Copa Libertadores.
Al día de hoy Portuguesa aventaja a Estudiantes de Mérida en cuanto a títulos nacionales oficiales.

## Historia
Durante el siglo XX tanto como Estudiantes de Mérida y Portuguesa Fútbol Club dominaron el fútbol venezolano, siendo los equipos más competitivos por décadas. 
El encuentro entre Portuguesa Fútbol Club y Estudiantes de Mérida es uno de los clásicos más añejo (entiéndase el más antiguo) del fútbol venezolano. El primer partido disputado por estas oncenas fue el 28 de mayo de 1972, en las ciudades gemelas dejando un empate de 1-1 con goles de Chiazzaro al 73 y Cholo Mendoza al minuto 79, convirtiéndolo así en el clásico más antiguo en vigor en el país.
La primera victoria para Estudiantes de Mérida, se produjo el 23 de julio de 1972 (segundo partido entre ellos) 4 a 1, en Primera División el partido efectuado en el Estadio Guillermo Soto Rosa y La primera victoria de visitante para Estudiantes de Mérida, se produjo el 17 de septiembre de 1972 (tercer partido entre ellos) 0 a 1, en Primera División.
El 27 de mayo de 1973, se produce la primera victoria para el Portuguesa Fútbol Club (octavo partido entre ellos) con marcador de 3 a 2 en Copa Venezuela y el 8 de julio de 1973, se produce la primera victoria para el Portuguesa Fútbol Club (noveno partido entre ellos) con marcador de 1 a 3 en Primera División.
Estudiantes de Mérida y Portuguesa Fútbol Club se han enfrentado en tres finales; la primera final fue en la temporada 1976, final que se llevó el Portuguesa para su tercera estrella; para la final de la temporada 1977 se volverían a enfrentar y nuevamente el Portuguesa se tituló campeón, logrando su cuarta estrella. Para la temporada 1980, Estudiantes se titularía ante Portuguesa consiguiendo su primera estrella y ante un ya archirrival.

## Historial de resultados

#### Números totales
*Actualizado hasta el 16 de julio de 2023